# Las minas del rey Salomón (película de 1937)
Las minas del rey Salomón es una película británica de aventuras y mundo perdido de 1937, que adapta la novela Las minas del rey Salomón de Henry Rider Haggard. Dirigida por Robert Stevenson y protagonizada por Cedric Hardwicke, Anna Lee, Paul Robeson, John Loder y Roland Young, fue producida por Gaumont British Picture Corporation en los estudios Lime Grove de Shepherd's Bush. Es la primera adaptación cinematográfica de la novela, y se la considera la más fiel al libro.

## Argumento
Patsy O'Brien y su hija Kathy están en África en busca de hacer fortuna. En su camino se encuentran con Allan Quatermain, famoso cazador de África Central; a quien solicitan les transporte a su destino. En el camino se cruzan con una carreta en la que venía Umbopa, quien les habla de la existencia de las minas del rey Salomón. Creyendo que así hará su fortuna O'Brien roba el mapa y parte en secreto en su búsqueda. Kathy pide a Quatermain que le ayude a encontrar a su padre. En el transcurso del viaje vivirán todo tipo de peligros y aventuras.

## Personajes
- Cedric Hardwicke como Allan Quatermain: explorador y cazador inglés que trabaja como guía de viaje en África.
- Arthur Sinclair como Patsy O'Brien:
- Anna Lee como Kathy O'Brien:
- Paul Robeson como Umbopa:

## Producción
Gaumont British Picture Corporation anunció la producción de la cinta en junio de 1935. Charles Bennett fue contratado para escribir el guion, pero se opuso a la idea de que una mujer participase en el viaje argumentando que era una idea muy tonta y acabó retirándose del proyecto. En agosto de 1936 se contrató a Paul Robeson. El rodaje comenzó en estudio en noviembre de 1936, después de lo cual el equipo viajó a África para ocho semanas más de filmación.